# Mydelniczka

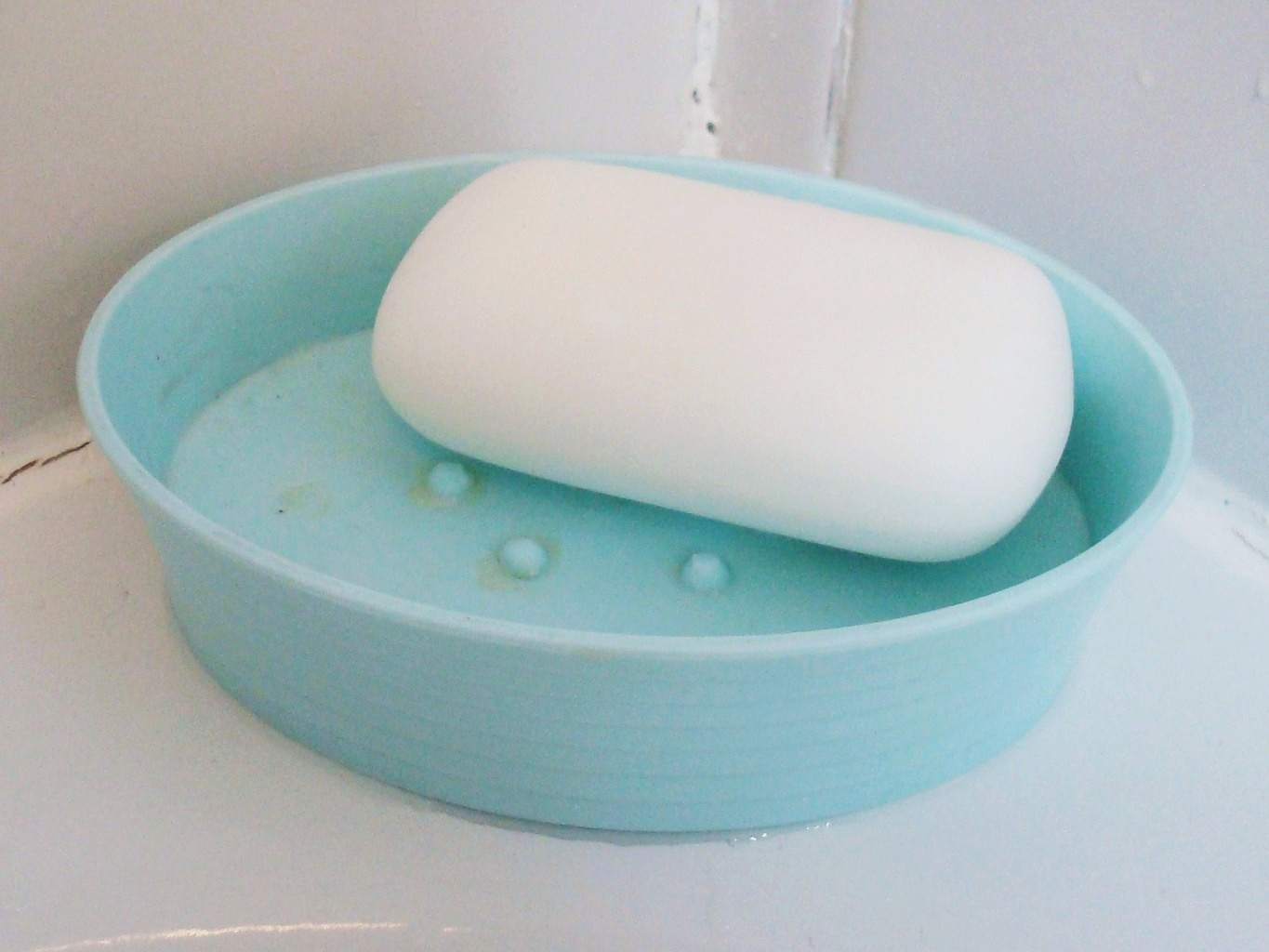
Mydelniczka łazienkowa

Mydelniczka - naczynie w formie podstawki lub pojemnika służące do przechowywania mydła. Dawniej nazwą tą określano także naczynie służące do rozpuszczania mydła do golenia.

## Historia
W VII wieku cesarz bizantyjski Konstans II (630-668) został zamordowany przy użyciu mydelniczki.
W ogłoszeniu, które ukazało się 25 marca 1820 roku w Sydney [Australia] Gazette i New South Wales Advertiser, wymienione zostały przedmioty wystawione na aukcję, między innymi mydelniczki. Oxford English Dictionary podaje za datę pierwszego użycia terminu „soap-dish” (ang. "mydelniczka") rok 1837 (termin pada w powieści Klub Pickwicka Charlesa Dickensa).
Cynowa mydelniczka wykonana w Meriden, Connecticut w latach 1807-1835 znajduje się w zbiorach Metropolitan Museum of Art w Nowym Jorku. W czasopiśmie medycznym z 1887 roku opisany jest stół operacyjny, który zawierał wbudowaną mydelniczkę, a w książce The Mechanical News: An Illustrated Journal of Manufacturing, Engineering, Milling and Mining z 1892 roku pokazano mydelniczkę przymocowaną do wiadra. Archeolog Laurie A. Wilkie odkryła na plantacji Oakley w Luizjanie porcelanową mydelniczkę, pochodzącą prawdopodobnie z lat 90. XIX wieku, która według jej ustaleń była prawdopodobnie częścią porcelanowego zestawu zabawek dziecięcych. Pod koniec XIX wieku do rozprzestrzenienia się mydelniczek w amerykańskich domach przyczyniła się firma się Sears Roebuck & Company.
Kieszonkowa metalowa mydelniczka ozdobiona dwoma skrzyżowanymi mieczami, używana podczas I wojny światowej (1914-1918), znajduje się w specjalnych zbiorach Pritzker Military Museum & Library. W 1919 roku Witter Bynner uwiecznił mydelniczkę w swoim wierszu zatytułowanym I Evade, porównując "miękkość spojrzenia" do miękkości spodu mydła w mydelniczce.
W Kostrzynie nad Odrą znaleziono przedmioty osobiste z czasów drugiej wojny światowej, należące prawdopodobnie do działacza partii NSDAP; wśród nich znalazła się mydelniczka z mydłem.
Złocona mydelniczka była jednym z ponad 60 artefaktów z prywatnego lotniska i pałacu Saddama Husajna, które w marcu 2015 roku zostały zwrócone Irakowi przez rząd USA w ramach irackiego narodowego projektu ochrony dziedzictwa kulturowego.

## Współcześnie

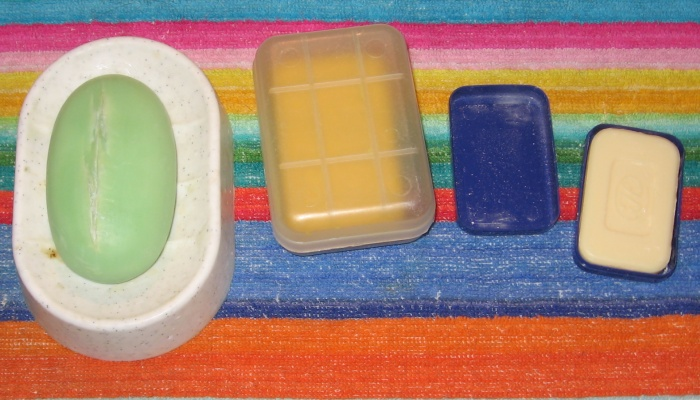
Mydelniczka do ustawienia na umywalce (owalna), szczelnie zamykana mydelniczka podróżna i malutka mydelniczka hotelowa (otwarta)

Współcześnie najczęściej mydelniczki wykonywane są z tworzywa sztucznego barwionego lub przezroczystego. Spotyka się też mydelniczki ceramiczne, szklane, gumowe lub chromowane.
Mydelniczka łazienkowa może mieć też postać otwartego pojemnika, wklęsłego na tyle, aby położone tam mydło nie wyślizgnęło się. Mydelniczki takie wsparte są na występach umożliwiających ustawienie na umywalce, niekiedy posiadają też uchwyt. Formę mydelniczki stanowi też zamocowana w pobliżu umywalki odpowiednio ukształtowana półeczka. Nowoczesne baterie natryskowe posiadają często zintegrowane mydelniczki. Umywalki mogą również posiadać zintegrowane mydelniczki w kształcie zagłębienia w ich powierzchni. Mydelniczki łazienkowe umożliwiają przeważnie odprowadzenie wody z mydła, dzięki czemu ono nie mięknie. Woda odprowadzana jest przez otwory w dnie lub przez zastosowanie jego odpowiedniego kształtu/struktury, w wyniku czego woda zbiera się poniżej dolnej powierzchni mydła.
Łazienki w hotelach często zaopatruje się w mydło „hotelowe” w maleńkiej mydelniczce, mieszczącej kostkę wielkości około 20 gramów. Współcześnie, zwłaszcza w obiektach użyteczności publicznej, często nie stosuje się mydelniczek, lecz praktyczniejsze w utrzymaniu dozowniki mydła płynnego.
Mydelniczki podróżne posiadają dopasowane do dolnej części szczelnie zamykane wieko i nie posiadają otworów. Kształt mydelniczki jest najczęściej prostopadłościenny lub owalny, ich rozmiar dostosowany jest zazwyczaj do wielkości standardowej stu- lub stupięćdziesięciogramowej kostki mydła; spotyka się jednak także inne formy i rozmiary. Niegdyś mydelniczki bywały bogato zdobione, podobnie jak wiele innych ówczesnych przedmiotów codziennego użytku.

## Znaczenie kulturowe
- „Mydelniczka” to potoczne określenie samochodów marki Trabant[18]
- Od roku 2000 są organizowane wydarzenia pod nazwą Red Bull Wyścig Mydelniczek(inne języki), w których uczestnicy ścigają się w skonstruowanych przez siebie pojazdach[19]